# Francisque Ravony
Francisque Ravony (Vohipeno, 2 dicembre 1942 – Soavinandriana, 15 febbraio 2003) è stato un politico malgascio.
È stato Primo ministro del Madagascar dal 9 agosto 1993 al 30 ottobre 1995.